# Töneböns Teiche
Die Töneböns Teiche sind eine unter Naturschutz stehende Teichlandschaft in der niedersächsischen Stadt Hameln.

## Naturschutzgebiet
Das Naturschutzgebiet mit dem Kennzeichen NSG HA 072 ist 28 Hektar groß. Es steht seit dem 31. Mai 1984 unter Naturschutz. Es ersetzt den größten Teil des Anfang Dezember 1974 ausgewiesenen, gleichnamigen Landschaftsschutzgebietes. Zuständige untere Naturschutzbehörde ist die Stadt Hameln.
Das Naturschutzgebiet liegt im Süden von Hameln innerhalb des Naturparks Weserbergland Schaumburg-Hameln und stellt mehrere durch Bodenabbau entstandene Teiche und deren Uferbereiche unter Schutz, die sich im Laufe der Zeit mit Röhrichtzonen, Gehölzen und Uferwiesen naturnah entwickelt haben.
Die Teiche dienen u. a. als Rast- und Überwinterungsgebiet für verschiedene Wasservögel. Im Jahresverlauf sind hier z. B. Zwergtaucher, Haubentaucher, Löffelente, Tafelente und Reiherente sowie Teichralle und Blässhuhn anzutreffen.
Um das Naturschutzgebiet verläuft ein Rundwanderweg mit Beobachtungsplätzen direkt am Ufer. Das Naturschutzgebiet grenzt im Norden an ein Kleingartengebiet, im Nordwesten und Westen an Sportanlagen sowie ein Restaurant, im Süden an einen Zeltplatz und einen Reithof sowie im Osten an landwirtschaftliche Nutzflächen.